# 耿幼麟
耿幼麟（1895年6月21日—1983年9月17日），男，直隶任县人，中国政治人物。第五、六届全国政协委员。
早年随冯玉祥参加国民革命，1943年后历任国民革命军第三十军少将副军长、北平第五补给区司令等职。1948年赴台，1973年旅居美国，1981年定居北京。

## 生平
1895年6月21日生于直隶省任县一农民家庭。幼年在本乡读私塾，后在县立小学堂及县立中学继续学业。县立中学毕业后，考取北京清河第一陆军预备学校。1918年8月20日，经驻北京北苑北洋陆军基层部队半年入伍实习后，他考入保定陆军军官学校第八期步兵科队。 1921年4月离校，投奔冯玉祥驻陕西中央陆军第11师，任见习排长。1922年4月，随军进入京津地区，奉吴佩孚令，参加第一次直奉战争，随后任副连长。1922年11月，他随冯玉祥军驻防北京南苑，一度调任南苑学兵团军事教官。1924年9月，参加第二次直奉战争，任冯总部卫队旅副营长，率部驻防古北口地区。1926年9月，任国民联军北路援陕军前敌总司令部第二团副团长，年底参加西安围城战斗，后率部驻防三原县及潼关县，并升任国民联军副旅长。1928年北伐战争接近尾声时，升任国民革命军第二集团军第三十师师长。
1930年参加中原大战，冯玉祥失败后，他部被编入蒋军战斗序列。1936年被授陆军少将军衔。1937年抗日战争开始后，他被南京国民政府任命为后方勤务部驻西北办事处主任。1943年9月16日，任第三十军少将副军长，率部参加了豫东战役。后历任第九、第六、第一等战区兵站总监部总监。1945年抗日战争胜利后，任北平第五补给区司令。1948年晋升陆军中将。同年末赴台湾，赋闲20余年。1973年移居美国。
1979年全国人大常委会《告台湾同胞书》发表后，他积极响应。1981年3月31日，随夫人徐梅如回到中国大陆，定居北京。4月2日，受到中共中央统战部副部长平杰三、童小鹏，全国政协副秘书长王涛江等会见和宴请。
1981年11月，在第五届全国政协常委会第十六次会议增补为第五届全国政协委员。1983年，当选第六届全国政协委员（特别邀请人士）。1983年9月17日在北京逝世。

## 军衔
- 陆军少将（1936年3月18日）
- 陆军中将（1948年9月22日）